# Alfonso Rangel Guerra
Alfonso Rangel Guerra (né le 16 novembre 1928 à Monterrey, Nuevo León et mort le 6 mai 2020) est un avocat, écrivain, universitaire, essayiste, traducteur et fonctionnaire public mexicain.